# 藤井秀城
藤井 秀城（ふじい ひでき、1952年（昭和27年）2月1日 - ）は、日本の政治家。元香川県東かがわ市長（3期）、元東かがわ市議会議員（1期）。

## 来歴
香川県白鳥町（現・東かがわ市）出身。1970年（昭和45年）3月、香川県立三本松高等学校卒業。1974年（昭和49年）3月、明治大学工学部卒業。
2003年（平成15年）、東かがわ市議会議員選挙に初当選。2006年（平成18年）12月31日、市議を辞職。
2007年（平成19年）4月22日に行われた東かがわ市長選挙に立候補し初当選。4月27日、市長に就任。2011年（平成23年）、再選。2015年（平成27年）、3選。2019年（平成31年）の市長選挙には立候補せず勇退。
2022年春の叙勲で旭日小綬章を受章。